# Carlinville (Illinois)
Carlinville je grad u američkoj saveznoj državi Ilinois. Prema popisu stanovništva iz 2010. u njemu je živjelo 5.917 stanovnika.